# 群狐
《群狐》為古龍晚期作品，〈時報周刊〉於1985年5月26日至1985年6月29日連載，與《獵鷹》、《銀雕》均屬《大武俠時代》系列，另外廣義上的《大武俠時代》也包含〈聯合報〉上連載的《短刀集》四部。

## 主要人物
- 卜鷹：

## 次要人物
- 聶家：

- 聶小雀：
- 聶小無：
- 聶小蟲：
- 關二：

- 潘其成：
- 灰衣人：
- 凌玉峰：
- 程小青：
- 圓圓：